# Euxoa nagyagensis
Euxoa nagyagensis là một loài bướm đêm trong họ Noctuidae.